# هرسفیلدیا سوپربا
هرسفیلدیا سوپربا (نام علمی: Horsfieldia superba) نام یک گونه از فرمانرو گیاه است.